# Orbita eliocentrica
In astronomia e astronautica si dice orbita eliocentrica una qualsiasi orbita attorno al Sole. Tutti i pianeti, le comete e gli asteroidi del sistema solare sono attualmente in orbita eliocentrica, analogamente a numerose sonde spaziali.
Il prefisso elio-, che indica diversi aspetti riguardanti il Sole (come elio-grafia, elio-sismologia e via dicendo), deriva dal greco Ἥλιος (Helios), che era il nome con cui gli Antichi Greci designavano correntemente l'astro e la divinità preposta. Il termine ἥλιος, principalmente nella variante dorica αἔλιος (āèlios, che sta per un antico *ayelios), deriverebbe da una radice indoeuropea *us- allungata in *aus-, che significa ardere, rilucere.
La sonda spaziale sovietica Luna 1, a causa di un errore, fu il primo oggetto costruito dall'uomo a raggiungere, il 2 gennaio 1959, la velocità di fuga della Terra ed anche a raggiungere un'orbita eliocentrica.